# ISO 3166-2:ZW
ISO 3166-2:ZW — стандарт Международной организации по стандартизации, который определяет геокоды. Является подмножеством стандарта ISO 3166-2, относящимся к Зимбабве.
Стандарт охватывает 8 провинций и 2 города Зимбабве. Каждый геокод состоит из двух частей: кода Alpha 2 по стандарту ISO 3166-1 для Зимбабве — ZW и дополнительного кода, записанных через дефис. Дополнительный код образован созвучно: названию провинции, города. Геокоды провинций и городов Зимбабве являются подмножеством кодов домена верхнего уровня — ZW, присвоенного Зимбабве в соответствии со стандартами ISO 3166-1.

## Геокоды Зимбабве

Геокоды провинций и городов Зимбабве
по стандарту ISO 3166-2:ZW

Геокоды 8 провинций и 2 городов административно-территориального деления Зимбабве.
| Геоод | Административная единица | Статус    |
| ----- | ------------------------ | --------- |
| ZW-BU | Булавайо                 | город     |
| ZW-ME | Восточный Машоналенд     | провинция |
| ZW-MW | Западный Машоналенд      | провинция |
| ZW-MA | Маникаленд               | провинция |
| ZW-MV | Масвинго                 | провинция |
| ZW-MI | Мидлендс                 | провинция |
| ZW-MN | Северный Матабелеленд    | провинция |
| ZW-HA | Хараре                   | город     |
| ZW-MC | Центральный Машоналенд   | провинция |
| ZW-MS | Южный Матабелеленд       | провинция |

## Геокоды пограничных Зимбабве государств
- Замбия — ISO 3166-2:ZM (на севере),
- Мозамбик — ISO 3166-2:MZ (на востоке),
- Южно-Африканская Республика — ISO 3166-2:ZA (на юге),
- Ботсвана — ISO 3166-2:BW (на западе).